# Willian Bouza
Willian Bouza (22 de agosto de 1961) es un deportista uruguayo que compitió en judo. Ganó una medalla de bronce en el Campeonato Panamericano de Judo de 1982 en la categoría de +95 kg.
Participó en los Juegos Olímpicos de Atlanta 1996, donde finalizó vigésimo primero en la categoría de –95 kg.

## Palmarés internacional
| Campeonato Panamericano | Campeonato Panamericano   | Campeonato Panamericano | Campeonato Panamericano |
| Año                     | Lugar                     | Medalla                 | Categoría               |
| ----------------------- | ------------------------- | ----------------------- | ----------------------- |
| 1982                    | Santiago de Chile (Chile) | Medalla de bronce       | +95 kg                  |